# Anna Astl-Leonhard
Anna Astl-Leonhard, geb. Vogel (* 12. Juli 1860 in Brünn; † 29. April 1924 in Wien) war eine österreichische Schriftstellerin. Sie veröffentlichte auch unter dem Pseudonym A. Vogel vom Spielberg.

## Leben
Astl-Leonhard wurde in Mähren als erstes Kind des Realschulprofessors und Dichters Hilarius Vogel geboren. Als sie zehn Jahre alt war, zog die Familie nach Wien, wo Astl-Leonhard die Bürgerschule besuchte. Auf Wunsch ihres Vaters trat sie in die kaiserlich und königliche Lehrerinnenbildungsanstalt St. Anna ein, brach die Pädagogikausbildung jedoch nach zwei Jahren ab. Sie ließ sich als Schauspielerin ausbilden und durfte nach einem Jahr Heinrich Laube vorsprechen, der sie als Elevin am Wiener Stadttheater engagierte.
Ihr erster Verlobter brachte sie dazu, ihre Bühnenlaufbahn abzubrechen und stattdessen schriftstellerisch tätig zu werden. Nach konfliktreichen Jahren trennte sich das Paar. Im Oktober 1894 heiratete Astl-Leonhard den Redakteur und philosophischen Schriftsteller Hugo Astl-Leonhard (1870–1900), der im Alter von 29 Jahren aufgrund psychischer Probleme Selbstmord beging. Anna Astl-Leonhard verstarb 1924 in Wien.
Astl-Leonhard veröffentlichte hauptsächlich Romane und Novellen. Sie war außerdem für zahlreiche Zeitungen und Zeitschriften tätig.

## Werke
- Das Kuckucksei. Familiendrama. Schulze, Wien/Leipzig 1892
- Irrende Seelen. Novellen. Hartleben, Wien 1894
- Das Recht der Lebenden. Roman. Literarische Gesellschaft, Wien 1895.
- Frau Lear. Sein Kind. Hangen und Bangen. 3 Novellen. Hartleben, Wien 1896.
- Der letzte Akt. Roman. Hillger, Berlin/Eisenach/Leipzig 1901.
- Herrn Schönerers Kampfesweise. Beleuchtet von Anna Astl-Leonhard. Selbstverlag, Pressburg 1901.
- Unrecht Gut (Roman, 1903)[1]
- Männerjagd (Roman, 1903)[2]
- Caligula im Hafer. Humoristische Novelle aus dem österreichischen Militärbeamtenleben. Hillger, Berlin/Eisenach/Leipzig 1906.
- Ostsee-Sagen und Erzählungen in Wort und Lied. Gahl, Berlin o. J. (Digitalisat)